# Ludwig Apfelbeck
Ludwig Karl Apfelbeck (* 19. August 1903 in Knittelfeld; † 5. März 1987 in Graz) war ein österreichischer Ingenieur und Konstrukteur von Verbrennungsmotoren.

## Leben und Werk
Ludwig Apfelbeck wurde am 19. August 1903 als Sohn des Realitätenbesitzers Ludwig Eduard Apfelbeck (* 17. oder 19. August 1854 in Aschbach bei Mariazell) und dessen Ehefrau Hermine (geborene Gasteiger; * 6. Dezember 1860) in Knittelfeld geboren und am 24. August 1903 auf den Namen Ludwig Karl getauft. Die Familie lebte zu dieser Zeit in der Villa Apfelbeck (heute Kameokastraße 11); die Eltern hatten am 12. September 1881 geheiratet. Seine Schulzeit absolvierte Apfelbeck in seiner Heimatstadt und besuchte bereits als Schüler die benachbarte Puch-Teststrecke.
Später betrieb Apfelbeck eine Autowerkstatt und wurde parallel dazu als Ingenieur und Konstrukteur tätig. Seine Spezialität waren Viertakt-Zylinderköpfe mit vier Ventilen; dafür entwickelte er eine Vielzahl von Anordnungs- und Steuerungsmöglichkeiten (oft mit Schrägnocken).
Am 7. September 1927 heiratete er in der Pfarre Graz-Karlau die Privatbeamtin Hermine Pancsor (* 22. Dezember 1903 in Wagram; † 21. Mai 1994 in Graz), mit der mindestens ein Kind (Helga; * 5. September 1944) hatte. Zum Zeitpunkt der Heirat führte er als Beruf Automechaniker und Eisendreher an.
Apfelbeck wurde bekannt durch ein Patent auf einen Zylinderkopf mit vier radial angeordneten Ventilen, wobei sich die Einlass- und auch die Auslassventile diagonal gegenüberliegen. Dadurch konnte sowohl das Gaswechselverhalten verbessert als auch die Maximaltemperatur im Zylinderkopf gesenkt werden. Apfelbeck reichte seine Patentanmeldung 1935 beim Österreichischen Patentamt ein, das Patent wurde ihm 1937 erteilt. Die Erfindung war besonders für Motoren mit einzeln stehenden Zylindern geeignet.
Ludwig Apfelbeck suchte Interessenten für seine Entwicklung. Rudolf Schleicher von BMW erkannte deren Potential und so ging Apfelbeck 1939 zur Motorradversuchsabteilung von BMW, wurde dann aber während des Zweiten Weltkriegs anderen Aufgabengebieten zugeteilt. Nach Kriegsende begann er in Österreich Einzylindermotoren mit 250 und 500 cm3 mit seinem Radialventil-Zylinderkopf für den nationalen Motorradrennsport zu bauen. 1952 ging er zu Horex, wechselte 1955 zu Maico, war kurzzeitig auch für KTM tätig, bevor er ab 1957 wieder für BMW arbeitete. Zu KTM hatte ihn der damalige Firmenchef und Gründer Hans Trunkenpolz geholt, um dort einen Motor für die 125-cm3-Straßenrennmaschine zu bauen.
Bei Horex war Apfelbeck mit Hermann Balk an einem Kleinwagenprojekt beteiligt. Dabei entstand zusammen mit Fred Schlachter ein sehr niedrig bauender Einzylinder-OHC-Motor, der für Hubräume von 175 cm³ und 250 cm³ konzipiert war. Als 250er brachte er bereits auf dem Prüfstand 18 PS bei 6800/min und wurde in einen Motorroller-Prototyp eingebaut. Bei diesem Roller war der Motor nicht hinter dem Fahrer, sondern sehr weit unten zwischen seinen Beinen untergebracht. Ungewöhnlich an dem Motor ist das Kurbelgehäuse: Hierzu dient „ein Gebilde aus Stahlplatten ..., das fest mit dem Zentralrohr des Fahrzeugrahmens verschweißt“ ist. Trotz guter Testergebnisse wurde das Projekt eingestellt. Der Motor tauchte später, stark modifiziert, beim Norisringrennen 1961 auf und ist heute im Privatbesitz eines Sammlers.
Für den BMW 700 schlug er einen leistungssteigernden Umbau vor, um das Fahrzeug im Tourenwagensport konkurrenzfähig zu machen. Alexander von Falkenhausen, damals Leiter der BMW-Rennabteilung, lehnte zunächst ab. Apfelbeck konstruierte einen OHV-Motor mit bereits 63 PS, der Falkenhausen überzeugte. Der Motor erhielt eine Königswelle zum Antrieb der Nockenwelle und leistete schließlich 95 PS bei 9000/min mit einer Einnocken-Nockenwelle für beide Ventile.
Daraus entwickelte Apfelbeck eine Ventilsteuerung, die durch einen einzelnen Nocken gesteuert wurde, der sich direkt auf der Königswelle befand. BMW meldete dieses Verfahren 1960 zum Patent an.
Bei BMW wollte man in den Formel-Sport einsteigen, und so konstruierte Apfelbeck einen 2-Liter-Vierventil-Vierzylindermotor, der 280 PS bei 8.500/min abgab. Dieser Motor erregte große Aufmerksamkeit und steigerte Apfelbecks Bekanntheit. Als der Motor auf 1,6 Liter Hubraum verkleinert werden musste, ergaben sich jedoch technische Probleme, die nicht in Verbindung mit der Ventilsteuerung standen. Im Zuge dieser Probleme verließ Apfelbeck BMW.
Da er als Motorentuner einen guten Ruf hatte, wandten sich verschiedene Rennfahrer an ihn. Bei Peters Pneu Renova, einem Reifen-Runderneuerungswerk, das den erfolgreichen deutschen Rennfahrer der Straßen-Gespannklasse Siegfried Schauzu sponserte, wurde 1970 ein Rennmotor auf Grundlage des BMW-RS gefertigt. Werner Fallert baute 1978 einen 120 PS starken 1,0-l-BMW-Boxermotor nach Plänen Apfelbecks.
Das von Apfelbeck verfasste Standardwerk des Motortunings, Wege zum Hochleistungs-Viertaktmotor, erschien 1978 und wurde seitdem oft nachgedruckt. Auf Grundlage dieses Buches schrieb Hermann Weichsler 1991 das Buch Ventilsteuerungen für Hochleistungs-Motoren, in dem Apfelbeck und Weichsler als Autoren genannt sind.

## Motorräder
„Ludwig Apfelbeck ... schuf als unabhängiger Konstrukteur bereits in den dreißiger Jahren verschiedene Rennmaschinen und setzte gleich nach 1945 diese Tätigkeit fort“.

## Quelle
- Siegfried Rauch: "Grazer Genius" – Zum Tod von Ludwig Apfelbeck. In: Motorrad. Nr. 9, 16. April 1987, ISSN 0027-237X, S. 96–99.